# Goldaster-Berufkraut
Das Goldaster-Berufkraut (Erigeron chrysopsidis) ist eine Pflanzenart aus der Familie der Korbblütler (Asteraceae).

## Beschreibung
Das Goldaster-Berufkraut ist eine ausdauernde krautige Pflanze, die Wuchshöhen von 3 bis 15 Zentimeter erreicht. Die Pflanze bildet Rasenpolster. Die meisten Blätter sind in einer Rosette angeordnet. Sie sind 2 bis 9 Zentimeter lang und 1 bis 3 Millimeter breit. Die Köpfe sind einzeln und haben einen Durchmesser von 3 bis 5 Zentimeter.
Die Blütezeit reicht von Mai bis Juli.

## Vorkommen
Das Goldaster-Berufkraut kommt in Nord-Kalifornien und im Nordwesten der USA in trockenem Wermutgebüsch in Höhenlagen von 800 bis 3200 Meter vor.

## Nutzung
Das Goldaster-Berufkraut wird selten als Zierpflanze genutzt.

## Belege
- Eckehart J. Jäger, Friedrich Ebel, Peter Hanelt, Gerd K. Müller (Hrsg.): Rothmaler Exkursionsflora von Deutschland. Band 5: Krautige Zier- und Nutzpflanzen. Spektrum Akademischer Verlag, Berlin Heidelberg 2008, ISBN 978-3-8274-0918-8.